# USS Erie (1813)
Pour les autres navires du même nom, voir USS Erie.
L'USS Erie est un sloop-of-war, trois-mâts de l'United States Navy, en service entre 1813 et 1850.

## Premières années
Le sloop est lancé le 3 novembre 1813 par Thomas Kemp au chantier naval de Baltimore. Il prend la mer pour la première fois le 20 mars 1814 sous le commandement du commander Charles G. Ridgeley.
Incapable d'atteindre la mer du fait du blocus mis en place par les Britanniques à Hampton Roads, il est forcé de regagner Baltimore le 7 avril 1814 où il reste stationné jusqu'au début de l'année 1815 sans qu'un équipage lui soit assigné. Le 8 mai, il prend la mer pour Boston afin de rejoindre l'escadre du commodore William Bainbridge qui part pour la Méditerranée le 2 juillet. La paix avec la régence d'Alger est toutefois signée avant l'arrivée de l'escadre sur zone. Ordre est alors donné au groupement naval de retourner aux États-Unis, à l'exception de l'Erie qui est chargé d'assurer la protection de convois maritimes et de marquer la présence américaine dans ces eaux. Le sloop demeure quatre années en Méditerranée avant de quitter Gibraltar le 27 novembre 1819 afin de retourner au pays. Il fait halte à Madère ainsi que dans les îles Caraïbes et atteint New York le 20 janvier 1820. Le sloop y demeure 9 mois pour réparations.

## Agrandissement
Agrandi pour mesurer 122 pieds (37,19 m) de long et pesant désormais 611 tonnes, l'Erie navigue de New York à la Méditerranée en novembre 1823 pour y demeurer jusqu'à 1826. De 1827 à 1832, il est stationné à la base navale de Pensacola, regagnant parfois New York ou Norfolk afin d'y subir des réparations. L'Erie patrouille dans les Caraïbes ainsi qu'au large des côtes du Mexique, protégeant des navires américains, participant à la capture des navires négriers et convoyant des navires marchands.
Après avoir été placé en réserve entre le 21 août 1832 et le 24 juin 1834, l'Erie sert au sein du Brazil Squadron durant trois années, et notamment comme navire amiral durant les deux dernières. Alors que l'Amérique du Sud est secouée par de courants révolutionnaire, la mission de cette escadre est d'assurer la protection des navires américains et de collecter des renseignements sur le Brésil, l'Uruguay et l'Argentine. Le sloop est à nouveau placé en réserve du 15 septembre 1837 au 4 février 1838 avant de reprendre la mer le 9 février de cette année pour la côte atlantique afin de venir en aide à tout navire américain qui la demanderait. En juillet, il prend la direction de Pensacola afin de patrouiller une nouvelle fois dans les îles Caraïbes mais aussi dans le golfe du Mexique pour une durée de deux semaines, garantissant les intérêts américains durant le blocage français des ports du Mexique.

## Conversion
Entre juillet 1840 et février 1843, l'Erie est converti en transporteur. Il navigue pour le Pacifique le 9 février et ravitaille en chemin des navires du Brazil Squadron pour finalement atteindre Callao le 7 juillet. Lors d'un voyage jusqu'à Hawaï et les îles de la Société entre novembre 1843 et janvier 1844, le sloop sert de navire amiral et retourne à New York pour y gagner son port le 10 novembre.
L'Erie traverse l'Atlantique afin de ravitailler l'Africa Squadron avant d'être réparé à New York puis renvoyé auprès du Pacific Squadron le 18 novembre 1845. Lorsque la guerre américano-mexicaine se déclare en avril 1846, le sloop se trouve dans les îles d'Hawaï mais est renvoyé au large des côtes du Mexique, côté pacifique, en août 1846 afin de ravitailler les flottes de guerre ainsi que les troupes de débarquement. Il participe à l'occupation de Mazatlán le 11 novembre 1847 et fait peu après route en direction de la côte est des États-Unis, atteignant New York le 24 juin 1848.

## Fin de carrière
Le 15 septembre 1848, le sloop navigue en direction des côtes de l'Afrique et de la Méditerranée dans le but de ravitailler les flottes qui s'y trouvent. Il retourne à New York le 11 juillet 1849 et participe à deux nouvelles expéditions de ravitaillement en Méditerranée entre septembre 1849 et septembre 1850.
Le sloop est finalement vendu à New York le 26 novembre 1850.